# Onthophagus semigraniger
Onthophagus semigraniger là một loài bọ cánh cứng trong họ Bọ hung (Scarabaeidae).